# Thế giới và Việt Nam
Thế giới và Việt Nam là một cơ quan báo chí trực thuộc Bộ Ngoại giao Việt Nam.

## Lịch sử
Được thành lập vào năm 1989, tiền thân của báo Thế giới và Việt Nam là Tạp chí Nghiên cứu Quốc tế và Báo Quốc tế. Người sáng lập ra tờ báo này là cố Bộ trưởng Ngoại giao Nguyễn Cơ Thạch.
Ngày 30 tháng 9 năm 2016, báo điện tử Thế giới và Việt Nam được ra mắt.
Ngày 17 tháng 7 năm 2017, báo điện tử Thế giới và Việt Nam ra mắt phiên bản tiếng Anh.

## Lãnh đạo
- Tổng Biên tập: Nguyễn Trường Sơn.[1]
- Phó Tổng Biên tập: Nguyễn Thị Minh Nguyệt, Vũ Quang Tùng, Hoàng Diễm Hạnh.[1]